# Acalypha lanceolata
Acalypha lanceolata é uma espécie de flor do gênero Acalypha, pertencente à família Euphorbiaceae.